# Staßfurt
Staßfurt település Németországban, azon belül Szász-Anhalt tartományban. Lakosainak száma 23 963 fő (2023. december 31.).

## Népesség
A település népességének változása:
| Lakosok száma | 25 830 | 25 385 | 24 265 | 24 293 | 23 963 |
|               | 2017   | 2019   | 2021   | 2022   | 2023   |